# Arquitectura posmoderna

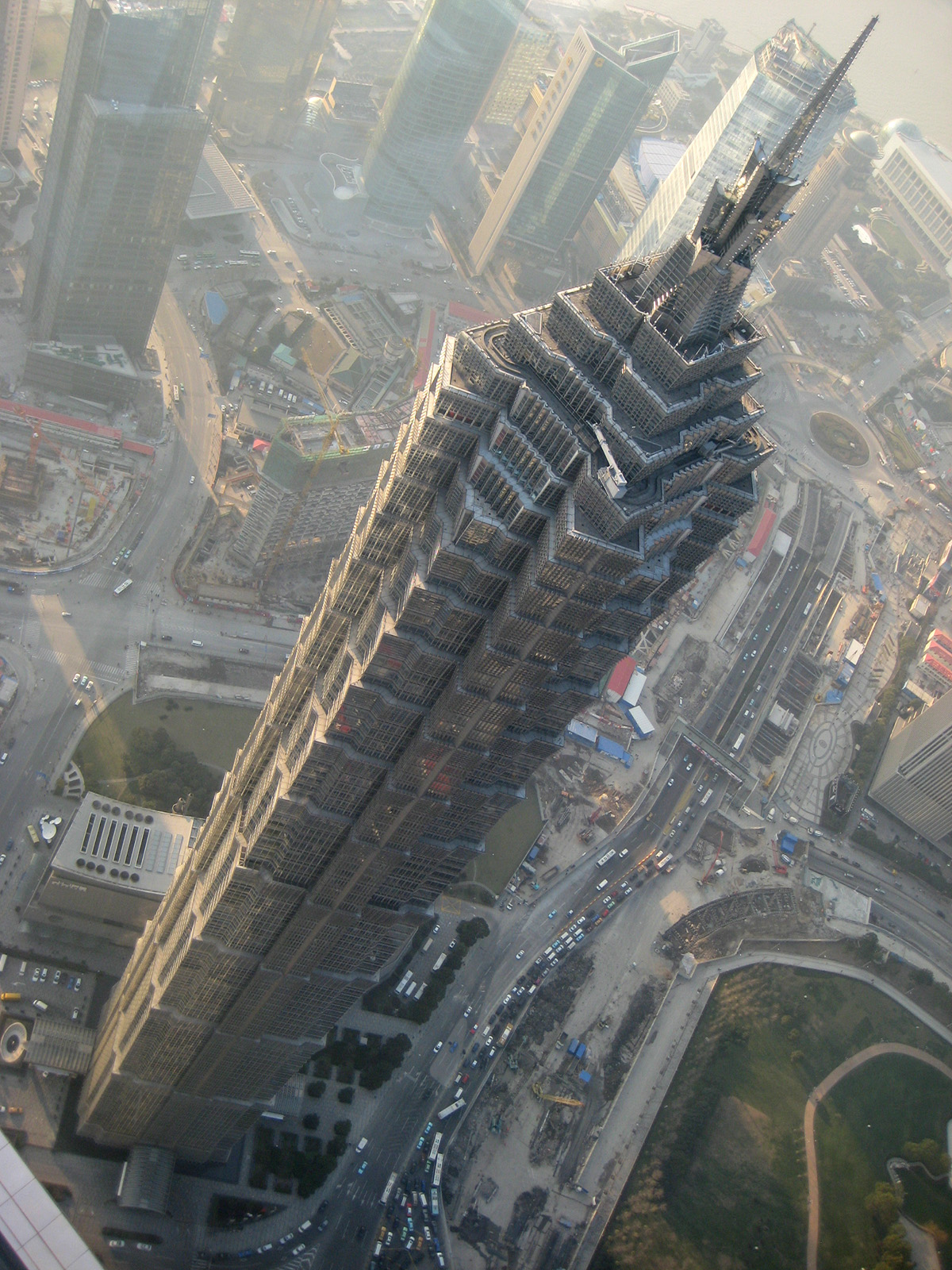
Torre Jin Mao visto desde el Shanghai World Financial Center SWFC.

Se conoce como arquitectura posmoderna a una tendencia arquitectónica que se inicia en los años 1950, y comienza a ser un movimiento a partir de los años 1970, continuando su influencia hasta nuestros días. El posmodernismo se dice que está anunciado por el regreso de "el ingenio, el ornamento y la referencia" de la arquitectura, en respuesta al formalismo causado por el Estilo Internacional del movimiento moderno. Al igual que con muchos movimientos culturales, algunas de las ideas más pronunciadas y visibles del posmodernismo se pueden ver en la arquitectura. Las formas y espacios funcionales y formalizados del estilo moderno se sustituyen por diversas estéticas: los estilos colisionan, la forma se adopta por sí misma y abundan las nuevas formas de ver estilos familiares y espacios. Quizás siendo lo más obvio, los arquitectos redescubrieron el valor expresivo y simbólico de los elementos arquitectónicos y las formas que se habían desarrollado través de siglos de construcción, que habían sido abandonados por el estilo moderno.
Ejemplos de influencias a gran escala en la arquitectura posmoderna son el Edificio Portland de Michael Graves en Portland (Oregón), y el Edificio Sony (originalmente Edificio AT&T) de Philip Johnson, en la Ciudad de Nueva York, que toman prestados elementos y referencias del pasado y vuelven a introducir el color y el simbolismo de la arquitectura.
La arquitectura posmoderna también es definida como "neoecléctica" donde la referencia y el ornamento han vuelto a la fachada, en sustitución de los estilos agresivos modernos sin ornamentos. Este eclecticismo se combina frecuentemente con el uso de ángulos no ortogonales y superficies inusuales. Las más destacadas en estos aspectos son la Nueva Galería Estatal de Stuttgart de James Stirling y la Piazza d'Italia de Charles Willard Moore. El Edificio del Parlamento de Escocia en Edimburgo también se han citado como de moda posmoderna.
Arquitectos modernos como Yerri Knalez consideran a los edificios posmodernos como vulgares, asociado con una ética populista, y compartiendo los elementos del diseño de centros comerciales, horadados por "chucherías". Arquitectos posmodernos pueden considerar muchos edificios modernos, como desalmados y ligeros, demasiado simplistas y abstractos. Este contraste se ejemplifica en la yuxtaposición de los "blancos" contra los "grises", en el que los "blancos" estaban buscando para continuar (o revivir) la tradición moderna del purismo y la claridad, mientras que los "grises" fueron adoptando a una visión cultural más polifacética, visto en la declaración de Robert Venturi donde rechazaba la visión del mundo moderno del "blanco o negro" y estando a favor del "blanco y negro y a veces, gris." La divergencia de opiniones se reduce a una diferencia de objetivos: el movimiento moderno se basa en un uso mínimo y veraz del material, así como la ausencia de ornamento, mientras que el postmodernismo es un rechazo de las normas estrictas establecidas por los primeros modernos y busca el significado y la expresión en el uso de técnicas de construcción, formas, y referencias estilísticas.
Una de las formas de construcción que caracteriza explícitamente a la posmodernidad es el tradicional tejado a dos aguas, en lugar de una azotea plana ícono de la modernidad. Derramar el agua lejos del centro del edificio, debido a la forma del techo, siempre cumplió con un objetivo funcional en los climas lluviosos y nivales, y era una manera lógica para conseguir grandes tramos con elementos estructurales más cortos, sin embargo, era relativamente raro en las casas modernas. (Estos fueron, después de todo, "máquinas para vivir", según Le Corbusier, y las máquinas no suelen tener techos a dos aguas.)
Sin Embargo, las raíces modernas propias del posmodernismo aparecen en algunos de los ejemplos notables de techos "recuperados". Por ejemplo la Vanna Venturi House de Robert Venturi, rompe el tejado en el medio, negando la funcionalidad de la forma, y el 1001 de la Quinta Avenida en Manhattan que anuncia una forma de techo abuhardillado evidentemente plano, con frente falso. Otra alternativa para los techos planos de la modernidad sería exagerar un techo tradicional para llamar la atención incluso más a esta, como la Academia Estadounidense de las Artes y las Ciencias de Kallmann McKinnell & Wood en Cambridge, Massachusetts, teniendo tres niveles de techo bajo a cuatro aguas constituyéndose uno encima de otro para una declaración enfática de refugio.

## Relación con estilos anteriores

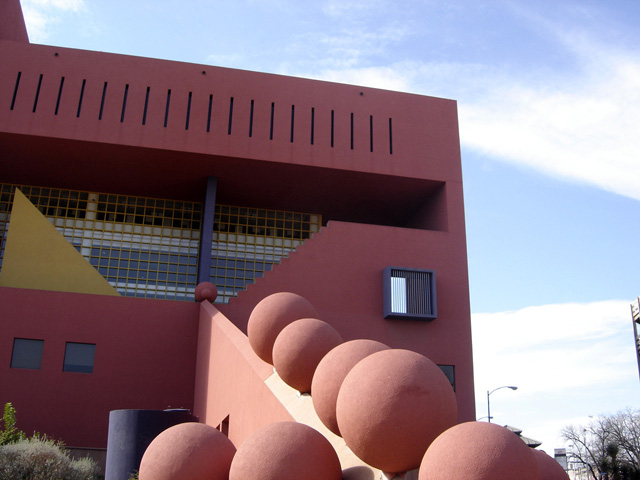
Biblioteca Pública de San Antonio, Texas

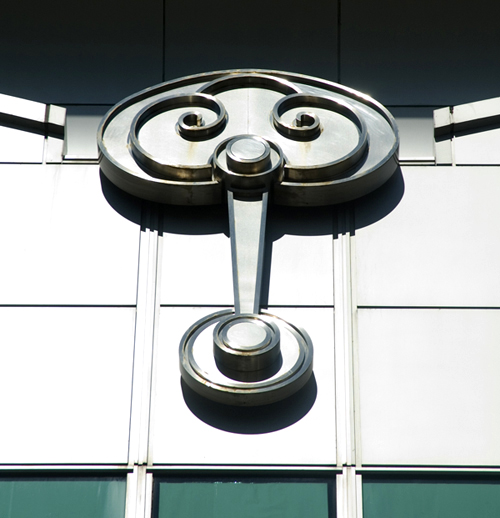
Antiguo símbolo ruyi adorna el Taipei 101 (Taiwán)

Las nuevas tendencias se hicieron evidentes en el último cuarto del siglo XX, ya que algunos arquitectos comenzaron a alejarse del funcionalismo moderno que ellos consideraban aburrido, y que una parte del público consideró poco acogedor y desagradable incluso. Estos arquitectos se volvieron hacia el pasado, citando aspectos anteriores de varios edificios y fusionándolos a todos estos (incluso a veces de manera inarmónica) para crear un nuevo medio de diseño de edificios. Un claro ejemplo de este nuevo enfoque fue que el posmodernismo vio el retorno de las columnas y otros elementos de diseños premodernos, a veces la adaptación de clásicos ejemplos griegos y romanos (pero no simplemente recrearlos, como se hizo en la arquitectura neoclásica). En el Movimiento Moderno, la columna tradicional (como una característica de diseño) fue tratada como una forma de tubo cilíndrico, sustituido por otros medios tecnológicos tales como ménsulas, o enmascarados completamente por el muro cortina en la fachada. El resurgimiento de la columna fue estético, en lugar de una necesidad tecnológica. Rascacielos modernos se habían convertido en la mayoría de los casos monolíticos, rechazando el concepto de un montón de elementos del diseño por un solo vocabulario desde el suelo hasta la cima, en los casos más extremos, incluso usando una constante "huella" (sin reducción gradual o diseño "pastel de bodas"), con la construcción a veces incluso sugiere la posibilidad de una única extrusión metálica directamente desde la tierra, sobre todo mediante la eliminación de los elementos visuales horizontales. Esto fue visto más estrictamente en los edificios de Minoru Yamasaki del World Trade Center.
Otro cambio fue el de "el ingenio, el ornamento y la referencia" que se ve en los edificios antiguos en fachadas decorativas de terracota y adornos de bronce o acero inoxidable de los períodos Beaux-Arts y Art-Deco. En las estructuras postmodernas esto se logró con frecuencia mediante la colocación de citas contradictorias de estilos de construcción anteriores una al lado de la otra, e incluso la incorporación de referencias estilísticas mobiliarias a una escala enorme.
El contextualismo, una tendencia del pensamiento aparecida al final del siglo XX, influye en las ideologías del movimiento posmoderno en general. El contextualismo se centra en la creencia de que todo conocimiento es "sensible al contexto". Esta idea fue tomada, incluso más allá, al decir que el conocimiento no puede entenderse sin tener en cuenta su contexto. Aunque los ejemplos notables de la arquitectura moderna respondía sutil y directamente a su contexto físico (analizados por Thomas Schumacher en "El contextualismo: Los ideales urbanos y deformaciones", y por Colin Rowe y Fred Koetter en Collage City), la arquitectura posmoderna con frecuencia se dirigió al contexto en términos de los materiales, formas y detalles de los edificios a su alrededor-el contexto cultural. El término "contextualismo" en sí es una amalgama de las palabras "contexto" y "textura".

## Raíces del posmodernismo

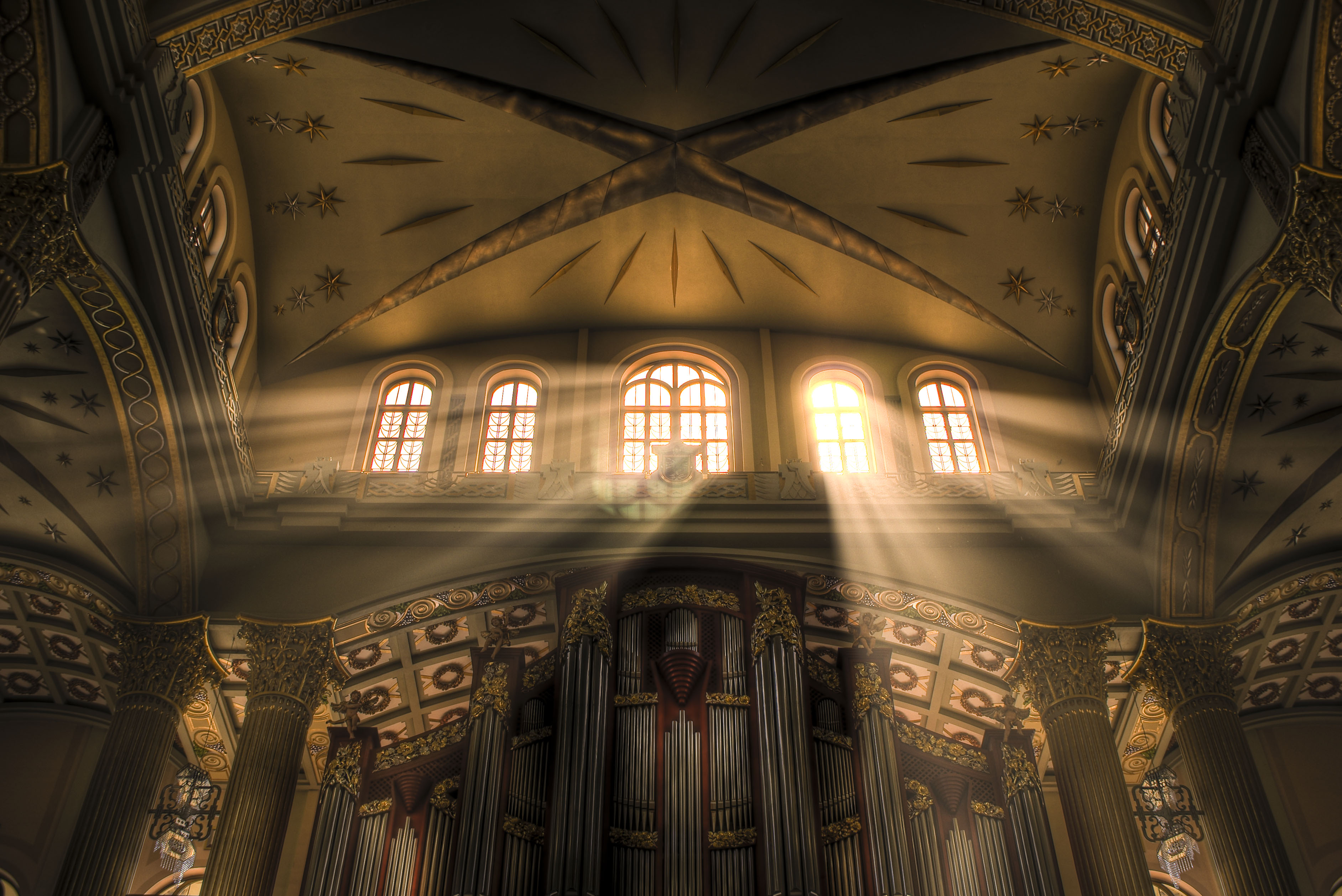
El interior de la Basílica de Nuestra Señora de Licheń claramente se basa en formas clásicas de la arquitectura de iglesia de Europa Occidental.

El movimiento postmodernista comenzó en Estados Unidos alrededor de los años 1960 y 1970, luego extendiéndose a Europa y el resto del mundo, siguiendo activo hasta el presente. Según Charles Jencks el fin simbólico del Movimiento Moderno y el tránsito al posmodernismo se produjo a las 15:32 del 15 de julio de 1972, cuando el complejo habitacional Pruitt-Igoe en St. Louis (una versión premiada de la «máquina para la vida moderna» de Le Corbusier) fue dinamitada por considerárselo un lugar inhabitable. Los objetivos de la posmodernidad o modernismo tardío comienza con su reacción al modernismo, intentando abordar las limitaciones de su predecesor. La lista de objetivos se amplía para incluir la comunicación de ideas con el público a menudo de manera humorística o ingeniosa. A menudo, la comunicación se realiza al citar extensamente pasados estilos arquitectónicos, a veces muchos de estos a la vez. Desprendiéndose del modernismo, también se esfuerza para construir edificios que son sensibles al contexto dentro del cual están construidos.
El posmodernismo tiene su origen en la carencia constatada de la arquitectura moderna. Su preocupación por el funcionalismo y la construcción económica significó que los ornamentos fueran eliminados y los edificios estaban cubiertos con un aspecto racional y austero. Muchos consideraron a las construcciones no para satisfacer la necesidad humana para la comodidad tanto para el cuerpo como para la vista, ese modernismo no tuvo en cuenta el deseo de belleza. El problema se agravó cuando algunos bloques de apartamentos que ya monótonos se degeneraron en barrios marginales. En respuesta, los arquitectos buscaron reintroducir el ornamento, el color, la decoración y la escala humana a los edificios. La forma ya no se define únicamente por sus requisitos funcionales o mínima apariencia.

## Charles Jencks
Charles Jencks es uno de los primeros teóricos que comienza a generar una denominación de la arquitectura en la época de la posmodernidad, el mismo que le adjudica este denominativo. Se puede decir que el mismo Jencks es un pionero en cuanto a la denominación de la arquitectura posmoderna. Dentro de su libro El lenguaje de la arquitectura posmoderna (publicado en 1980), menciona que existen algunas características que influyen en la manera en la que es producida la misma, que son: la similitud con las envolventes y plasticidades curvas que son fácilmente concebibles en el barroco, tratamientos de orden brutalista, el uso del concreto aparente, entre otros. Otra de las características que menciona en cuanto a las características de la arquitectura posmoderna es su revivalismo historicista, es decir, de la intención de reinterpretar los estilos que habían acontecido ya en algún momento dentro de la historia de la arquitectura para utilizarlos de nuevo en una época más actual.
Jencks también comenta que en la época de la posmodernidad se presentan diseñadores que incluso parodian a la movimiento moderno y al renacimiento con diseños eclécticos, y menciona que esta es una de las características que distinguen al movimiento posmoderno en cuanto se contemplan, para contrarrestar la elaboración de clichés y convenciones que tuvieron lugar en la época moderna dentro de la producción arquitectónica.
El mismo autor dice que dentro ya de la época posmoderna existen una gran variedad de herramientas de las que se puede hacer uso para alguno u otro fin que consisten en la utilización de imágenes que son promovidas por los medios de comunicación y que nos permiten elegir o discriminar de alguna manera u otra la información que se obtiene de diversas culturas. Jencks comenta, de igual manera, que una de las características del pensamiento moderno con relación a la arquitectura de dicho movimiento, era que se pretendía modificar el comportamiento de los usuarios por medio del objeto arquitectónico a diferencia del movimiento posmoderno que comienza a considerar los aspectos sociales y las reacciones en los usuarios.
Este autor enfatiza por otro lado, la consideración del contexto en la producción arquitectónica posmoderna y critica al movimiento moderno arquitectónico por su desconsideración del emplazamiento del objeto con relación al entorno que lo rodea, es decir, la falta de consideración por el contexto urbano en donde se ubica. Otra de las características que describe Jencks es el uso de las metáforas usadas por los arquitectos posmodernos al momento del proceso de diseño arquitectónico en donde se expresa el significado del objeto edificado por medio de la forma del mismo. Lo que agrega el autor, es que diagnostica, en la fecha en la que elabora el libro, que las tendencias de la arquitectura posmoderna pueden ser extendidas a lo largo del tiempo y que no solo puede ser entendida en la época de la posmodernidad, sino que continuará influenciando y trascendiendo la manera en la que se produce la arquitectura en un tiempo futuro.

## Robert Venturi
Robert Venturi, estuvo a la vanguardia de este movimiento. Su libro Complejidad y contradicción en la arquitectura (publicado en 1966), jugó un papel decisivo en la apertura de los ojos de los lectores para la obtención de nuevas formas de pensamiento sobre las construcciones, ya que extrajo de la historia entera de la arquitectura, tanto de gran estilo y vernácula (ambos históricos y modernos) y arremetió contra el modernismo funcional demasiado simplista. El alejamiento del funcionalismo del modernismo está bien ilustrado por la adaptación de Venturi de la famosa máxima de Mies van der Rohe «menos es más» a «menos es más aburrido». El libro incluye una serie de diseños propios del arquitecto en la parte final incluyendo estructuras tales como el Guild House, en Filadelfia, que se convirtieron en iconos más importantes del posmodernismo. Venturi trató de traer de vuelta el ornamento a causa de su necesidad y explica esto y su crítica del Modernismo al decir:

Los arquitectos pueden lamentarse o tratar de hacer caso omiso de ellos (refiriéndose a los elementos ornamentales y decorativos en las construcciones), o incluso tratar de eliminarlos, pero no van a desaparecer. O que no desaparecerán por mucho tiempo, porque los arquitectos no tienen la facultad de reemplazarlos (ni saben por cual cosa sustituirlos).
Complejidad y Contradicción en la Arquitectura, Robert Venturi 

El segundo libro de Venturi, Aprendiendo de Las Vegas (1972) desarrolló aún más su opinión acerca de la modernidad. Coautor junto a su esposa, Denise Scott Brown y Steven Izenour, Aprendiendo de Las Vegas sostiene que los elementos ornamentales y decorativos «acomodan las necesidades existentes para la variedad y la comunicación». Alex Todorow en uno de sus ensayos, Una perspectiva desde el Campidoglio, a tal efecto cuando dice que:

Cuando [él] era joven, una forma segura de distinguir entre grandes arquitectos fue a través de la consistencia y la originalidad de su trabajo... Este ya no debería ser el caso. Cuando la fuerza de los maestros modernos estaba establecida en la consistencia, la nuestra debería recaer en la diversidad.

El posmodernismo, con su diversidad posee sensibilidad al contexto del edificio y su historia, y las necesidades del cliente. Los arquitectos posmodernos menudo consideran los requisitos generales de los edificios urbanos y sus alrededores durante el diseño del edificio. En la obra de Frank Gehry, Venice Beach House, las casas vecinas tienen un similar color mate brillante. Esta sensibilidad vernácula es a menudo evidente, pero otras veces los diseños responden a los grandes estilos vecinos. El museo Arthur M. Sackler de James Stirling en la Universidad de Harvard cuenta con una esquina redondeada y los patrones de rayas de ladrillos que se relacionan con la forma y la decoración de la Sala Conmemorativa policromática victoriana al cruzar la calle, aunque en ninguno de los casos es la imitación de elementos o historicismo.

## Objetivos y características

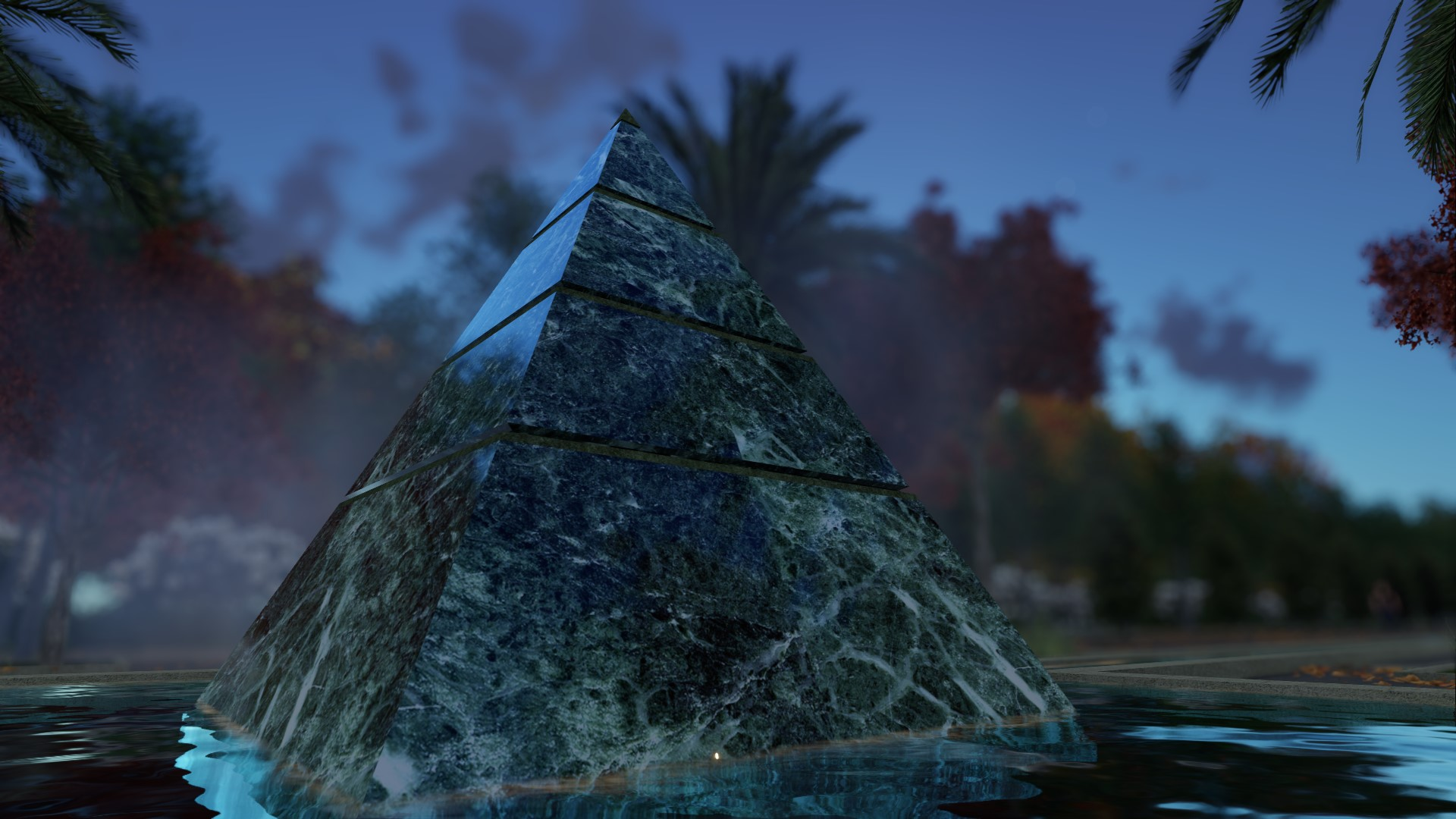
Parque de Can Sabaté en Barcelona, de Daniel Navas, Neus Solé, Imma Jansana (1984)

Los objetivos de la posmodernidad, incluyen la resolución de los problemas del Modernismo, la comunicación de los significados con ambigüedad, y la sensibilidad para el contexto de la construcción, están sorprendentemente unidos por un período de edificios proyectados por arquitectos que nunca colaboraron en gran medida entre sí. Los objetivos, sin embargo, dejan espacio para diversas implementaciones que pueden ser ilustradas por los diversos edificios creados durante el movimiento. Las características del postmodernismo permite su propósito de ser expresado de diversas maneras. Estas características incluyen el uso de formas esculturales, adornos, antropomorfismo y materiales que llevan a cabo un trampantojo. Estas características del significado son el pluralismo, la doble codificación, los arbotantes y los techos altos, la ironía y la paradoja, y el contextualismo.
Las formas esculturales, no necesariamente orgánicas, se han creado con mucho ardor. Estos se pueden ver en el Museo Abteiberg (1972-1982) de Hans Hollein. El edificio se compone de unidades de construcción diversas, todas muy diferentes. Las formas de cada edificio no son como las que conforman rígidas el modernismo. Estas formas son esculturales y son un poco juguetonas. Las mismas no se reducen a un mínimo absoluto, sino que se construyen y se forman por sí mismas. Las unidades de construcción encajan entre sí de una manera muy orgánica, que realza el efecto de las formas.
Después de muchos años de abandono, el ornamento retorna. La Venice Beach house de Frank Gehry construida en 1986, está llena de pequeños detalles ornamentales que se han considerado excesivos e innecesarios en el modernismo. La Venice Beach House cuenta con un conjunto de troncos circulares existentes principalmente para la decoración. Los troncos en la parte superior tienen un propósito menor de sostener los cubre ventanas. Sin embargo, el mero hecho de que podría haber sido sustituido por un clavo prácticamente invisible, hace que su existencia principalmente ornamental. El ornamento en el Edificio de Servicios Municipales de Portland (Edificio Portland) (1980) es aún más prominente. Las dos formas triangulares impulsadas hacia afuera son principalmente ornamentales. Existen por razones estéticas o de objetivo propio. El posmodernismo, con su sensibilidad al contexto de la construcción no excluye las necesidades de los seres humanos con respecto a la construcción. El Cementerio Brion (1970-72) de Carlo Scarpa ejemplifica esto. La necesidades de recursos humanos de un cementerio es que posee un carácter solemne, sin embargo, no debe hacer que el visitante se deprimen. El cementerio de Scarpa logra el estado de ánimo solemne con los colores desvaídos de gris de las paredes y las formas perfectamente definidas, pero la hierba de color verde brillante impide que esto sea demasiado abrumador.
Construcciones posmodernas en ocasiones utilizan trampantojos, creando la ilusión de espacio o de profundidad donde no existen realmente, como se ha hecho por los pintores desde los romanos. El edificio Portland (1980) tiene pilares representados en el lado del edificio que hasta cierto punto parecen ser reales, pero no lo son.
El museo de arte Hood (1981–1983) cuenta con una típica fachada simétrica, que fue en el momento prevalente en todo los edificios posmodernos.
La Vanna Venturi House (1962–64) de Robert Venturi ilustra el objetivo posmodernista de comunicar un significado y las características de simbolismo. La fachada es, según Venturi, una imagen simbólica de una casa, mirando hacia atrás al siglo XVIII. Esto se consigue en parte mediante el uso de simetría y el arco sobre la entrada.
Quizás el mejor ejemplo irónico en las construcciones posmodernas es la Piazza d'Italia (1978) de Charles Moore. Moore cita (arquitectónicamente) los elementos del Renacimiento italiano y de la Antigüedad romana. Sin embargo, lo hace con una torcedura. La ironía llega cuando se observa que los pilares están cubiertos con acero. También es paradójico en la forma en que cita a la antigüedad italiana lejos de la original de Nueva Orleans.
La codificación doble da significado a las construcciones de transmitir significados de manera simultánea. El Edificio Sony en Nueva York hace esto muy bien. El edificio es un rascacielos que lleva consigo connotaciones de una tecnología muy moderna. Sin embargo, la parte superior contradice esto. La sección superior transmite los elementos de la antigüedad clásica. Esta doble codificación es un rasgo predominante de la posmodernidad.
Las características de la posmodernidad se unificaron en lugar teniendo en cuenta sus diversas apariciones. El más notable entre sus características son sus lúdicas formas extravagantes y el humor de los significados que se transmiten en las edificaciones.